# City-Pier-City Loop 2005
De 31e editie van de City-Pier-City Loop vond plaats op zaterdag 19 maart 2005.
Voor het vijfde achtereenvolgende jaar was de wedstrijd bij de mannen een geheel Keniaanse aangelegenheid. Moses Kigen zegevierde in 1:01.45 met slechts een seconde voorsprong op zijn landgenoot Sammy Chumba. Jason Mbote werd op vier seconden na de winnaar derde in 1:01.49. De wedstrijd bij de vrouwen werd evenals de vorige editie in het voordeel beslist van de Keniaanse Mary Ptikany. Ditmaal had zij met 1:10.18 ruim drie minuten minder nodig dan vorig jaar om het parcours te voltooien.
Het evenement was ook het toneel van het Nederlands kampioenschap halve marathon. De nationale titels werden gewonnen door Luc Krotwaar (tiende in 1:02.20) en Selma Borst (vijfde in 1:11.23).

## Uitslagen

### Mannen
| rang   | naam                   | land | tijd    | NK    |
| ------ | ---------------------- | ---- | ------- | ----- |
| Goud   | Moses Kipkosgei Kigen  | KEN  | 1:01.45 |       |
| Zilver | Sammy Chumba           | KEN  | 1:01.46 |       |
| Brons  | Jason Mbote            | KEN  | 1:01.49 |       |
| 4      | Christopher Cheboiboch | KEN  | 1:01.51 |       |
| 5      | Mark Tanui             | KEN  | 1:01.52 |       |
| 6      | Mohammed Mourhit       | BEL  | 1:01.54 |       |
| 7      | Robert Cheboror        | KEN  | 1:01.55 |       |
| 8      | Getuli Bayo            | TAN  | 1:01.57 |       |
| 9      | El-Arbi Zeroual        | FRA  | 1:02.02 |       |
| 10     | Luc Krotwaar           | NED  | 1:02.20 | 1e NK |
| 11     | Sander Schutgens       | NED  | 1:02.31 | 2e NK |
| 12     | Peter Kiprotich        | KEN  | 1:02.49 |       |
| 13     | Zolani Ntongana        | RSA  | 1:03.06 |       |
| 14     | Jeroen van Damme       | NED  | 1:03.12 | 3e NK |
| 15     | Ridouane Harrouffi     | MAR  | 1:03.35 |       |
| 16     | Christian Olsen        | DEN  | 1:03.35 |       |
| 17     | David Koech            | KEN  | 1:03.42 |       |
| 18     | Adam Dobrzynski        | POL  | 1:03.54 |       |
| 19     | Jamal Baligha          | MAR  | 1:04.17 |       |
| 20     | Vital Gahungu          | BDI  | 1:04.20 |       |
| 21     | Radoslaw Dudycz        | POL  | 1:04.21 |       |
| 22     | Kent Claesson          | SWE  | 1:04.23 |       |
| 23     | Koen Raymaekers        | NED  | 1:04.28 | 4e NK |
| 24     | Claus-Bugge Hansen     | DEN  | 1:04.32 |       |
| 25     | Vincent Krop           | KEN  | 1:04.38 |       |

### Vrouwen
| rang   | naam                    | land | tijd    | NK    |
| ------ | ----------------------- | ---- | ------- | ----- |
| Goud   | Mary Ptikany            | KEN  | 1:10.18 |       |
| Zilver | Kutre Dulecha           | ETH  | 1:10.54 |       |
| Brons  | Aniko Kalovics          | HUN  | 1:11.08 |       |
| 4      | Peninah Arusei          | KEN  | 1:11.20 |       |
| 5      | Selma Borst             | NED  | 1:11.23 | 1e NK |
| 6      | Susan Kurui             | KEN  | 1:11.49 |       |
| 7      | Nadezhda Wijenberg      | NED  | 1:11.56 | 2e NK |
| 8      | Rebby Cherono           | KEN  | 1:13.02 |       |
| 9      | Emily Kimuria           | KEN  | 1:13.47 |       |
| 10     | Kristijna Loonen        | NED  | 1:14.08 | 3e NK |
| 11     | Mounia Aboulahcen       | BEL  | 1:14.26 |       |
| 12     | Jana Klimesova          | CZE  | 1:14.41 |       |
| 13     | Laila-Kaergaard Laursen | DEN  | 1:17.27 |       |
| 14     | Anne-Mette Aagaard      | DEN  | 1:17.34 |       |
| 15     | Rose Chesire            | KEN  | 1:18.27 |       |
| 16     | Anne van Schuppen       | NED  | 1:19.01 | 4e NK |
| 17     | Inge van Bergen         | NED  | 1:19.15 | 5e NK |
| 18     | Petra Kamínková         | CZE  | 1:19.33 |       |
| 19     | Merel de Knegt          | NED  | 1:19.43 | 6e NK |
| 20     | Femke Klous             | NED  | 1:21.21 | 7e NK |
| 21     | Carla Ophorst           | NED  | 1:21.55 | 8e NK |

1975 ·
1976 ·
1977 ·
1978 ·
1979 ·
1980 ·
1981 ·
1982 ·
1983 ·
1984 ·
1985 ·
1986 ·
1987 ·
1988 ·
1989 ·
1990 ·
1991 ·
1992 ·
1993 ·
1994 ·
1995 ·
1996 ·
1997 ·
1998 ·
1999 ·
2000 ·
2001 ·
2002 ·
2003 ·
2004 ·
2005 ·
2006 ·
2007 ·
2008 ·
2009 ·
2010 ·
2011 ·
2012 ·
2013 ·
2014 ·
2015 ·
2016 ·
2017 ·
2018 ·
2019 (afgelast) ·
2020 ·
2021 (afgelast) ·
2022 ·
2023 ·
2024
1992 · 
1993 · 
1994 · 
1995 · 
1996 · 
1997 ·
1998 ·
1999 · 
2000 · 
2001 · 
2002 · 
2003 · 
2004 · 
2005 · 
2006 · 
2007 · 
2008 · 
2009 · 
2010 · 
2011 · 
2012 · 
2013 · 
2014 · 
2015 · 
2016 ·
2017 ·
2018 ·
2019 ·
2022 ·
2023